# Frauenarzt
Vincento de Marcos / Vincente de Teba Költerhoff (* 18. října 1978 Berlín), známější pod německým kryptonymem Frauenarzt (česky Frauenarzt nebo doslovně Gynekolog) a známý též pod pseudonymy DJ Kologe, MC Digital F, Arzt, Gyniko a Günther, je německý rapper s hlavním zaměřením na german pop. Jeho zpěv ale není čistý rap a sám Frauenarzt tvrdí, že to je spíše taneční muzika, která v určitých partech hraničí s technem.